# Lautaro Villegas
Lautaro Javier Villegas (Neuquén, 30 dicembre 2003) è un calciatore argentino, centrocampista del Tristán Suárez in prestito dal Banfield.

## Carriera
È cresciuto nel settore giovanile del Banfield, con cui ha firmato il primo contratto professionistico il 14 novembre 2023. Ha esordito in prima squadra il 5 giugno 2024 nell'incontro di Primera División vinto 2-0 contro il Newell's Old Boys.
Nel 2025 viene ceduto in prestito al Tristán Suárez, club di seconda divisione.

## Statistiche

### Presenze e reti nei club
Statistiche aggiornate all'11 novembre 2024.
| Stagione        | Squadra         | Campionato      | Campionato | Campionato | Coppe nazionali | Coppe nazionali | Coppe nazionali | Coppe continentali | Coppe continentali | Coppe continentali | Altre coppe | Altre coppe | Altre coppe | Totale | Totale | Totale |
| Stagione        | Squadra         | Comp            | Pres       | Reti       | Comp            | Pres            | Reti            | Comp               | Pres               | Reti               | Comp        | Pres        | Reti        | Pres   | Reti   |        |
| --------------- | --------------- | --------------- | ---------- | ---------- | --------------- | --------------- | --------------- | ------------------ | ------------------ | ------------------ | ----------- | ----------- | ----------- | ------ | ------ | ------ |
| 2024            | Banfield        | PD              | 4          | 0          | CA+CdL          | 0               | 0               |                    | -                  | -                  |             | -           | -           | 4      | 0      |        |
| Totale carriera | Totale carriera | Totale carriera | 4          | 0          |                 | 0               | 0               |                    | -                  | -                  |             | -           | -           | 4      | 0      |        |